# 克勒尔帕
克勒尔帕是德国图林根州的一个市镇。总面积42.24平方公里，总人口2941人，其中男性1455人，女性1486人（2011年12月31日），人口密度70人/平方公里。